# Ràtzia de 936
El mes de juny de 935 un estol musulmà comandat per Abd-al-Màlik ibn Saïd ibn Abi-Hamama, compost per quaranta naus, vint d'aquestes brulots carregats de nafta i enginys bèl·lics marítims, i vint que transportaven mil homes de l'exèrcit regular i dos mil mariners per atacar el regne franc, va sortir d'al-Mariyya, anant a atacar els comtats de Barcelona, Girona i Empúries.
Com a resposta a l'atac de l'any anterior, Sunyer de Barcelona i Gausfred d'Empúries atacaren les terres de Turtuixa i Balànsiya el 936, donant mort al cadi de València i sotmetent Turtuixa a tribut, que pagà fins al 945. La frontera avança cap al sud i Tarraquna fou temporalment abandonada pels musulmans, quedant possiblement en terra de ningú, tot i que en 971 la butlla del papa Joan XIII la cita en mans dels musulmans.